# Řád odboje 1940–1944
Řád odboje 1940–1944 je civilní státní vyznamenání Lucemburského velkovévodství založené roku 1946. Udílen je civilnímu obyvatelstvu Lucemburska a ve výjimečných případech také cizincům.

## Historie a pravidla udílení
Řád byl založen dne 30. března 1946 lucemburskou velkovévodkyní Šarlotou Lucemburskou. Udílen byl civilistům, kteří se během německé okupace za druhé světové války vyznamenali zejména ve službě národu nebo za jejich činy v odboji. Kříž či medaile mohla být udělena lucemburským velkovévodou na základě doporučení předsedy vlády nebo Rady pro vzpomínku na odboj. Status řádu byl upraven dne 27. května 1967 a opět dne 24. prosince 2003. Od roku 2003 může být kříž udělen již pouze posmrtně a medaile již udílena není.

## Třídy
Řád byl udílen ve dvou třídách:
- kříž
- medaile

## Insignie
Řádový odznak první třídy má tvar maltézského kříže. Kříž je vyroben z bronzu. Uprostřed kříže je kulatý medailon. Hroty kříže jsou zakončeny kuličkami. Ramena kříže jsou spojena řetězem. Na přední straně je heraldická korunovaná hlava lva. Pod hlavou je nápis JE MAINTIENDRAI a nad ní letopočty 1940 a 1944. Na zadní straně je vavřínový věnec s písmenem R (znamenající Resistenz, odboj). Ke stuze je kříž připojen pomocí korunovaného monogramu velkovévodkyně Šarloty.
Řádový odznak druhé třídy má tvar kulaté medaile, jenž je také vyrobena z bronzu. Na přední straně je heraldická postava lucemburského lva shodná se lvem ve státním znaku Lucemburska. Na zadní straně straně je monogram se dvěma vavřínovými listy a nápisem JE MAINTIENDRAI a letopočty 1940 – 1944.
Stuha je červená s podélnými bílými proužky. Na obou okrajích je lemována modrými pruhy.